# Kirche am Lisnaberg

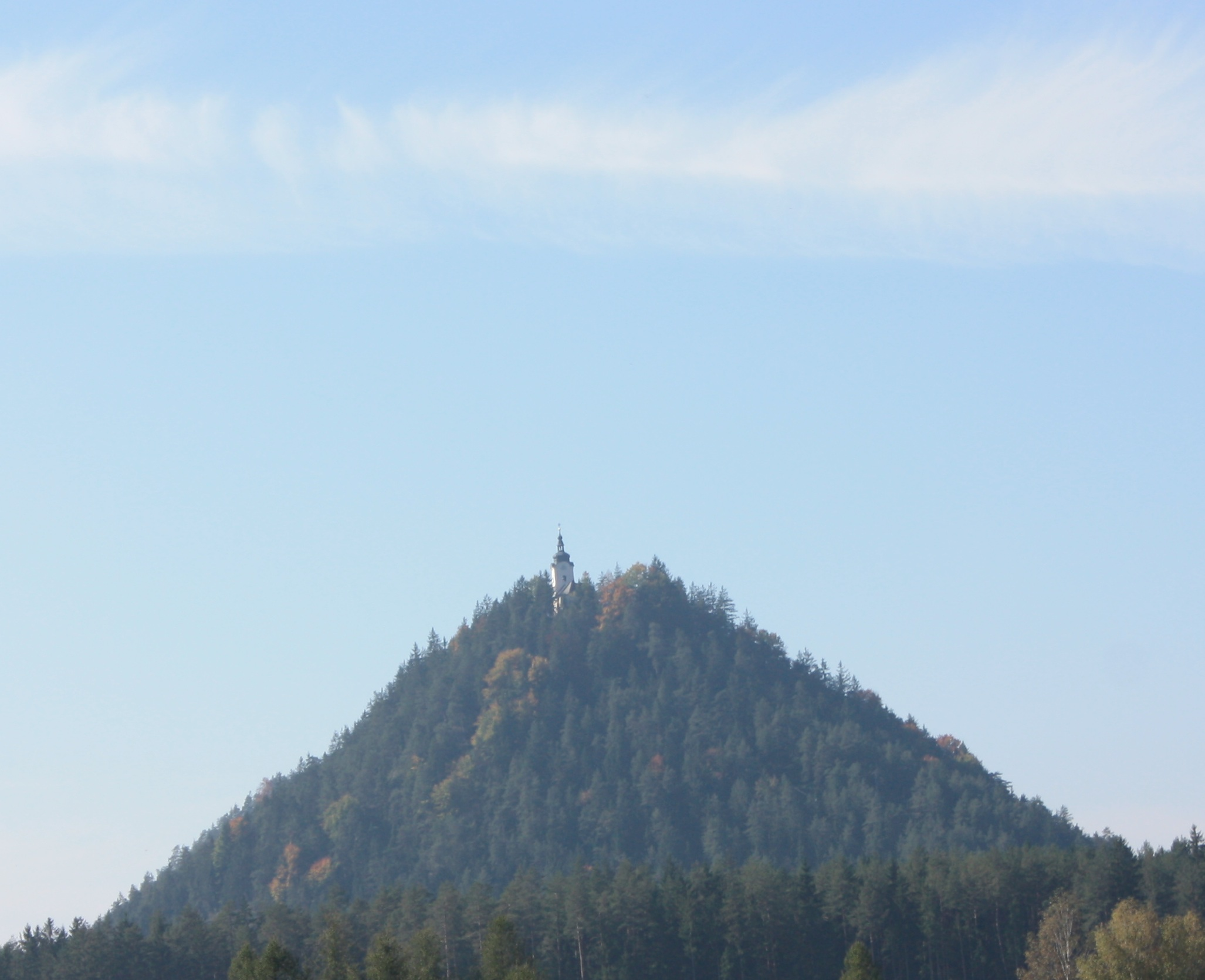
Blick von Ruden auf den Lisnaberg

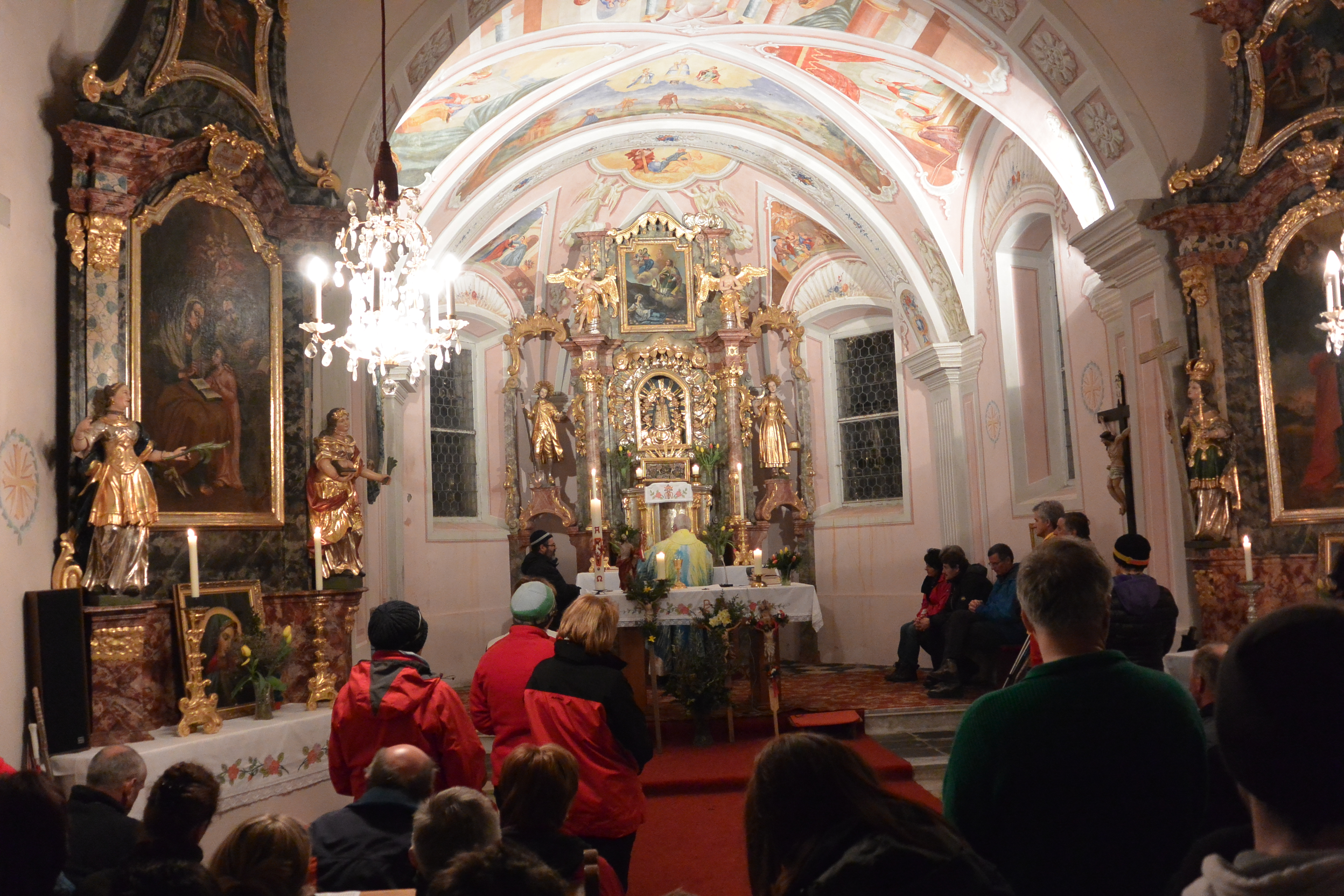
Innenansicht

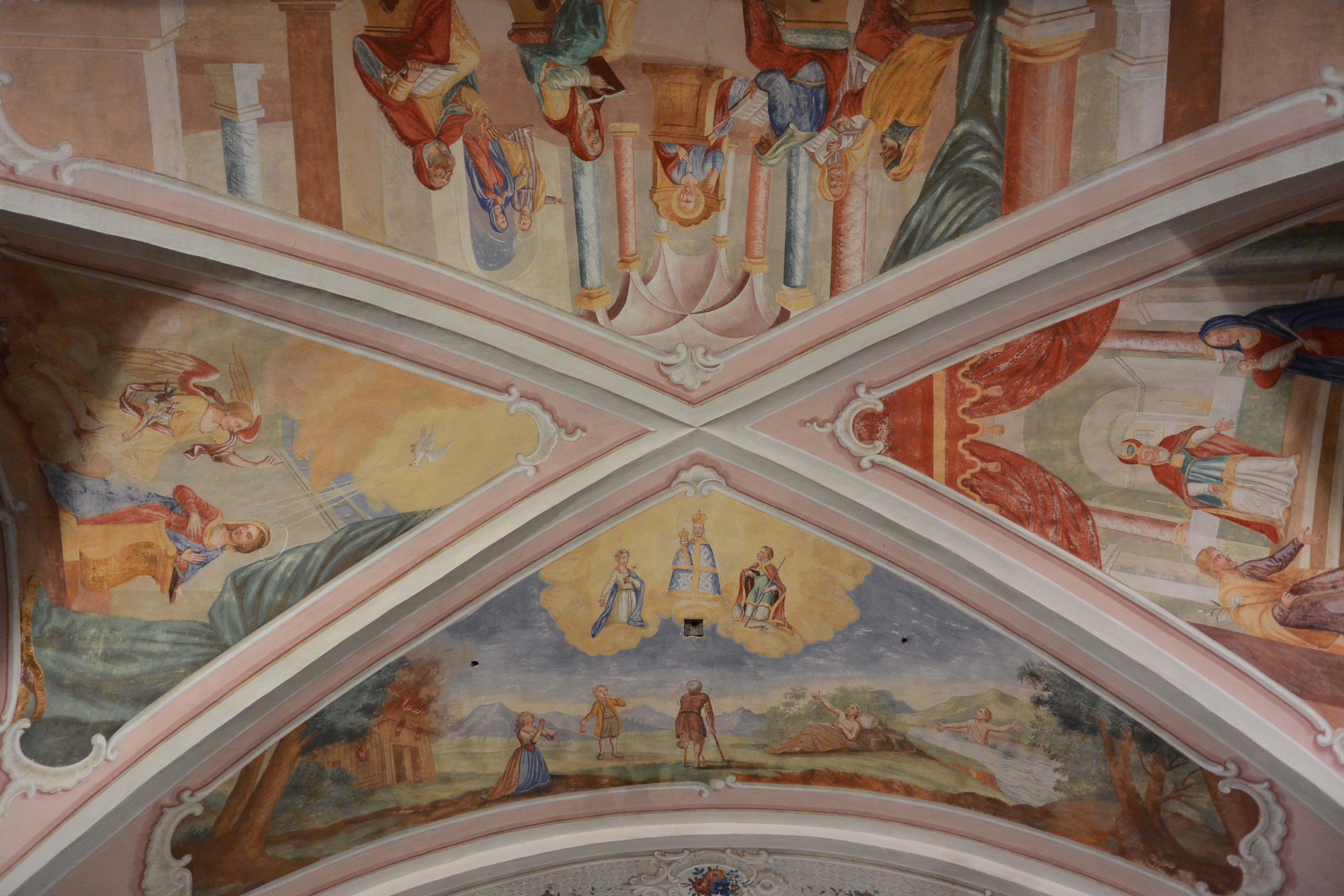
Chorgewölbe

Die römisch-katholische Kirche am Lisnaberg/Lisna gora ist eine Wallfahrtskirche und eine Filiale der Pfarre St. Peter am Wallersberg/Št. Peter na Vašinjah. Sie gehört innerhalb des Dekanats Völkermarkt/Velikovec zur Diözese Gurk. Die Kirche steht am 614 hohen Lisnaberg in der Gemeinde Ruden.
Die Kirche am Lisnaberg ist der Ausgangspunkt des am Dreinagelfreitag stattfindenden Jauntaler Dreibergelaufes.
Zu Christi Himmelfahrt findet in der Kirche der Brauch des Christusaufziehen statt.

## Geschichte
Eine Kapelle am Lisnaberg wurde erstmals 1734 erwähnt. Die Weihe des Neubaus erfolgte 1804 durch den Lavanter Bischof Maximilian Firmian. Der Turm wurde erst 1818 fertiggestellt, 1971 durch einen Brand nach einem Blitzschlag zerstört und 1997 wiedererrichtet.

## Baubeschreibung
Die Kirche ist ein spätbarocker Bau mit einem Westturm mit Zwiebelhelm und einer im Westen vorgestellten Eingangshalle.
Über dem Langhaus, dem Chor und dem Sakristeianbau im Norden erheben sich  Stichkappengewölbe. Das Langhaus wird durch Pilaster und Gurtbögen in drei Joche gegliedert. Die dreiachsige Westempore mit flachen Kreuzgratgewölben steht auf Pfeilern. 
Ein rundbogiger Triumphbogen verbindet das Langhaus und den einjochigen Chor mit polygonalem Schluss. Die Gewölbemalereien im Chor von 1794 zeigen Szenen aus dem Marienleben.

## Einrichtung
Der barocke Hochaltar entstand um 1770/1780. Der Mittelschrein birgt eine Madonna mit Kind im Strahlenkranz, die Nische der Mensa eine heilige Rosalia. Über den Opfergangsportalen stehen die Figuren der Bauernheiligen Isidor und Notburga.
Die beiden Seitenaltäre stammen aus derselben Zeit. Das linke Altarblatt zeigt den Unterricht Mariens, das rechte den Apostel Simon.
Zur weiteren Ausstattung der Kirche zählen ein Leinwandbild des Thronenden Gottvaters aus dem 18. Jahrhundert und eine Statue des Schmerzensmanns aus der ersten Hälfte des 18. Jahrhunderts.